# Wiener Neustädter Lokomotivfabrik

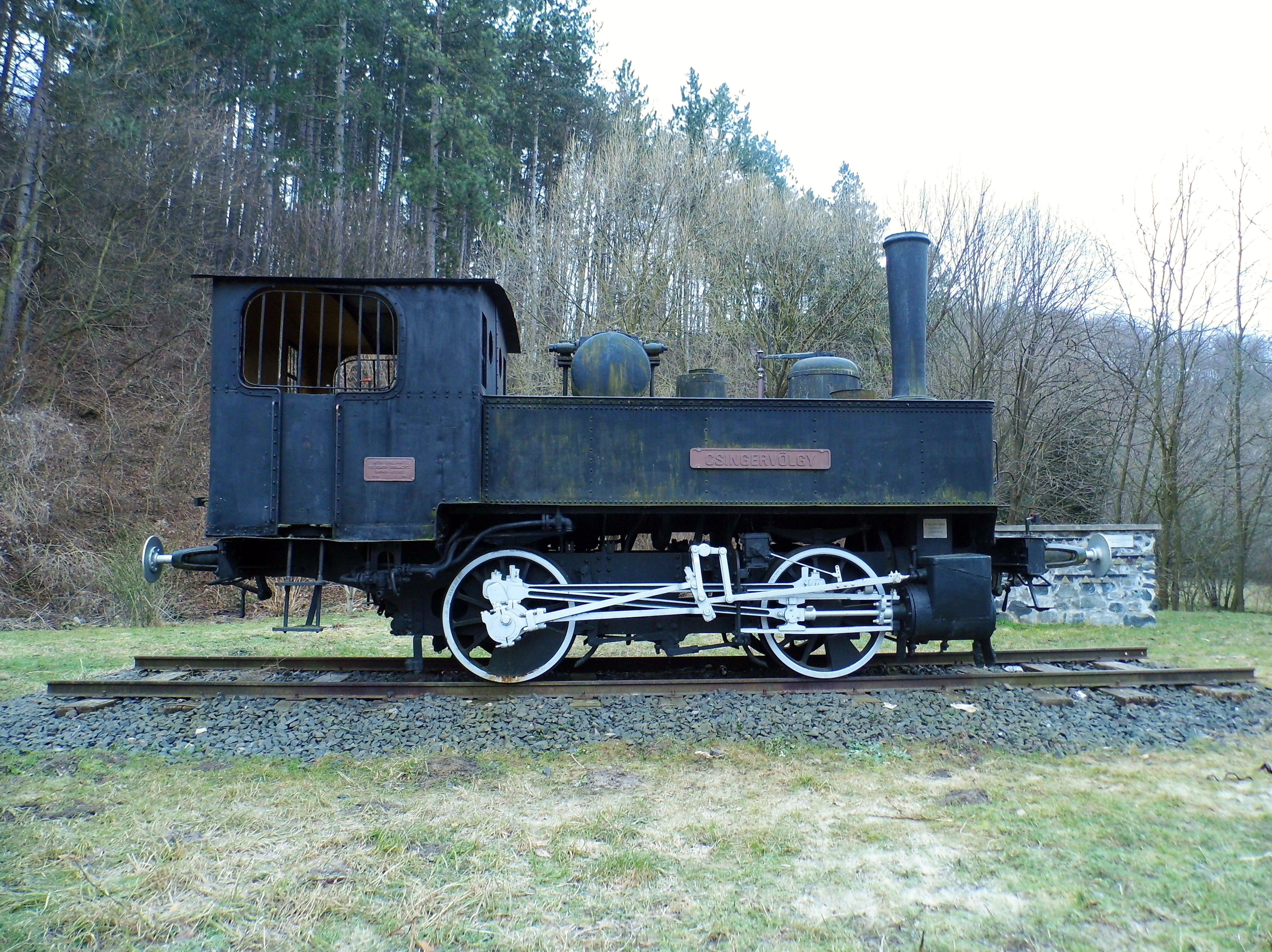
1890 locomotiva Csingervölgy (Csingervölgy, Ajka, Ungheria)

La Wiener Neustädter Lokomotivfabrik, (in italiano:Fabbrica di locomotive di Wiener Neustadt), era la più grande azienda di progettazione e realizzazione di locomotive dell'impero austro-ungarico. Nel corso della seconda guerra mondiale produsse materiali bellici come Rax-Werk Gesellschaft mbH che era collegata al campo di concentramento di Mauthausen.

## Storia
Nel 1841 venne aperta la ferrovia Neustadt-Vienna e nel 1842 la ferrovia orientale privata Raaber Bahn. Il fervore costruttivo del periodo era favorevole alla creazione di fabbriche di rotabili in Austria; fu così che nel 1842 Günther Wenzel, ingegnere della Wien-Raaber-Eisenbahn, Josef Sessler, Heinrich Bühler e Fidelius Armbruster decisero di fondare a Wiener Neustadt una fabbrica di locomotive.
Nel 1861 venne venduta alla Wien Maschinenfabrik di Georg Sigl che la portò rapidamente ad espandersi al punto che già nel 1870 veniva consegnata la locomotiva n.1000 e la forza lavoro aveva raggiunte le 4000 unità.
La linea di produzione venne estesa e si aggiunsero ulteriori lavorazioni come lo stampaggio di lamiere con presse ed altri macchinari per industria pesante. Nel 1875 la società divenne una public company assumendo il nuovo nome di Aktien Gesellschaft der Lokomotiv-Fabrik vormals G. Sigl.
La Wiener Neustadt Lokomotivfabrik ebbe un ruolo importante nel movimento dei lavoratori dell'Austria e nel 1865 la prima organizzazione sindacale del lavoro venne fondata proprio alla Wiener Neustadt.
Il 10 luglio 1916 un uragano danneggiò duramente le linee di produzione delle locomotive e, successivamente, la sconfitta dell'Austria nella prima guerra mondiale causò una drastica riduzione della produzione. La lenta ripresa venne ulteriormente ostacolata dalla Grande depressione che causò una crisi tale che l'azienda finì per essere rilevata dal gruppo bancario Österreichischen Credit-Anstalt.
In seguito all'Anschluss, nel 1938 gli stabilimenti vennero rilevati dalla tedesca Henschel & Sohn che, per incrementare la produzione, estese gli stabilimenti di produzione.
Dal 5 maggio 1942 infine la fabbrica di locomotive venne convertita alla produzione bellica sotto lo pseudonimo di Raxwerke producendo dal 1943 missili V2. Ciò fu alla base della definitiva distruzione degli impianti, in seguito ai bombardamenti dell'aviazione alleata, nel 1945.